# Patrykozy
Patrykozy – wieś w Polsce, położona w województwie mazowieckim, w powiecie sokołowskim, w gminie Bielany. Ma status sołectwa.
Wieś posiadał w 1673 roku starosta warszawski i referendarz koronny Jan Dobrogost Krasiński.
W latach 1954–1959 wieś była siedzibą władz gromady Patrykozy, po jej zniesieniu w gromadzie Bielany. W latach 1975–1998 miejscowość administracyjnie należała do województwa siedleckiego.
Wierni wyznania rzymskokatolickiego zamieszkali we wsi należą do parafii św. Wawrzyńca w Kożuchówku.

## Zabytki
- Pałac – wybudowany w latach 1823–1843 w stylu neogotyckim według projektu Franciszka Jaszczołda[8] na zlecenie generała Teodora Karola Szydłowskiego, który osiadł w Patrykozach po stłumieniu powstania listopadowego. W prostokątnym szczycie obok ośmiobocznej wieży herb Lubicz.

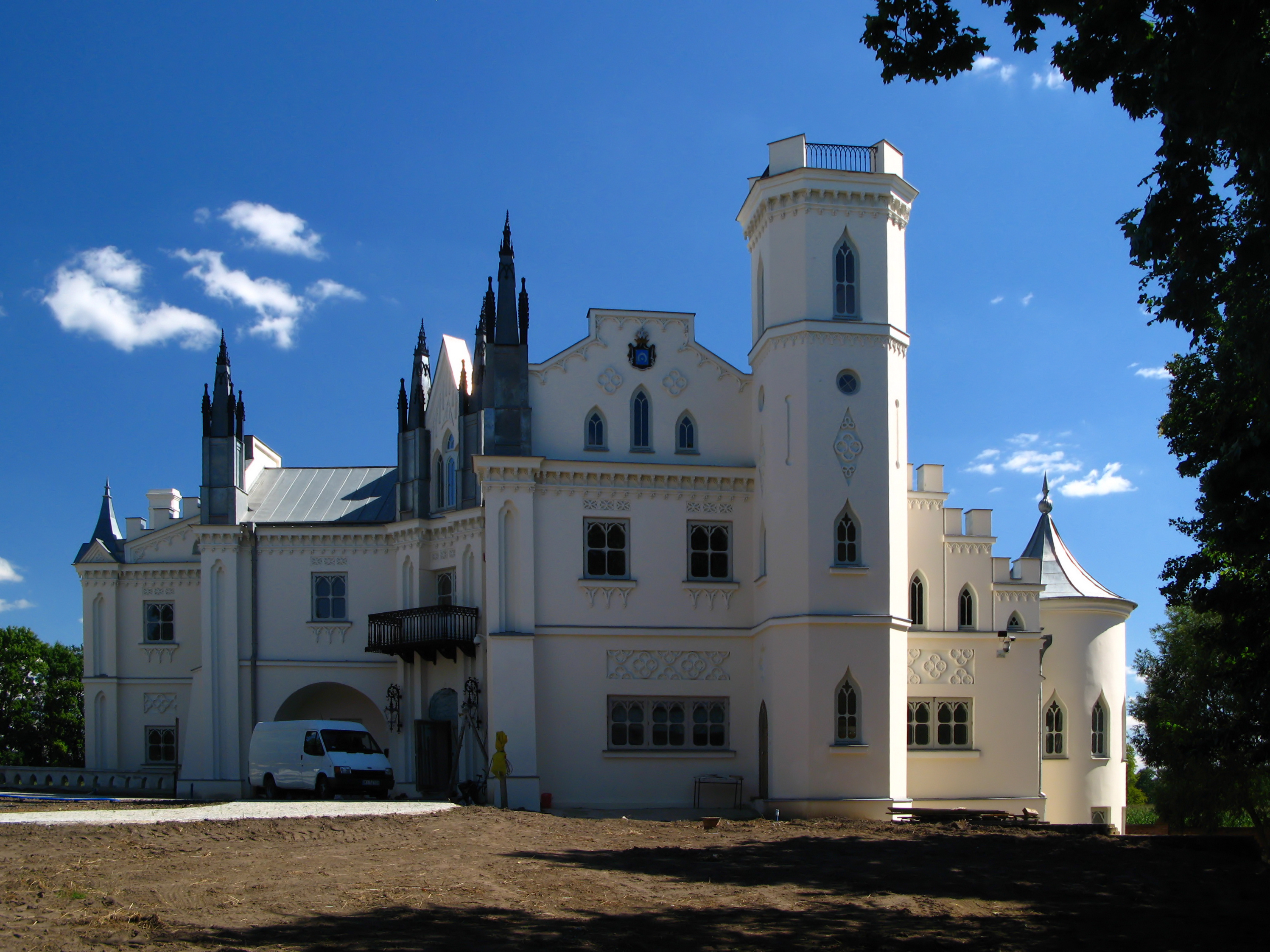
Ściana szczytowa z wieżą
Lubicz (herb szlachecki)